# Victor Loret
Victor Clement Georges Philippe Loret (Párizs, 1859. szeptember 1. – Lyon, 1946. február 3.) francia egyiptológus, a Királyok völgye több sírjának felfedezője.

## Élete
Apja, Clément Loret belga származású orgonista és zeneszerző volt, aki 1855 óta élt Párizsban.
Loret Gaston Maspero tanítványa volt. 1881-ben ment Egyiptomba, ahol 1885 végéig a Kairóban alapított francia régészeti misszió munkatársa volt. Egy időben Eugène Lefébure egyiptológussal együtt dolgozott a Királyok völgye és más thébai sírok feliratainak feldolgozásán. 1886 és 1897 között a Lyoni Egyetemen tanított egyiptológiát.
1897-ben lett az Egyiptomi Régiségek Felügyelőségének vezetője, ezt a pozíciót 1899-ig töltötte be. 1898 márciusában felfedezte II. Amenhotep fáraó sírját, a Királyok völgye 35-öt. A sírban nemcsak a fáraó múmiáját találta meg, hanem számos más fontos újbirodalmi fáraóét is, akiket a XXI. dinasztia idején helyeztek át ide a sírrablók elől. 1898-99 között további sírokat fedezett fel, köztük a KV32, KV34, KV33, KV36, KV38, KV40, KV41 és KV42 sírokat.
1898-ban jelentette meg első, L'Égypte aux temps des pharaons című könyvét. 1900 és 1929 között ismét a Lyoni Egyetemen tanított.
Saint-Saëns barátjaként érdeklődni kezdett a fáraókori zene és hangszerek iránt is. Népzenekutatóként leírta a Királyok völgyétől délre eső területek hagyományos dalait és táncait.

## Fordítás
- Ez a szócikk részben vagy egészben  a   Victor Loret című angol Wikipédia-szócikk ezen változatának fordításán alapul.  Az eredeti cikk szerkesztőit annak laptörténete sorolja fel. Ez a jelzés csupán a megfogalmazás eredetét és a szerzői jogokat jelzi, nem szolgál a cikkben szereplő információk forrásmegjelöléseként.
- Ez a szócikk részben vagy egészben  a   Victor Loret című német Wikipédia-szócikk ezen változatának fordításán alapul.  Az eredeti cikk szerkesztőit annak laptörténete sorolja fel. Ez a jelzés csupán a megfogalmazás eredetét és a szerzői jogokat jelzi, nem szolgál a cikkben szereplő információk forrásmegjelöléseként.

## Külső hivatkozások
- Victor Loret in the Valley of the Kings Archiválva 2008. szeptember 26-i dátummal a Wayback Machine-ben
- Dictionnaire critique des historiens de l’art